# Project Gotham Racing 3
Project Gotham Racing 3 è un videogioco di corse automobilistiche in stile arcade per Xbox 360.
Sviluppato da Bizarre Creations, è il terzo della serie Project Gotham Racing.

## Circuiti
Qui di seguito trovate un elenco delle piste (tracciati) presenti nel gioco e la loro relativa difficoltà.

### Tokyo
- Shinjuku Kabukicho - Facile
- Anello di Tochomae - Facile
- Un Domani Migliore- Facile
- Anelloa di Ekimae - Facile
- Abbaia al sole - Medio
- Percorso Nishiguchi - Medio
- Autodromo Shinjuku - Difficile
- Grattacielo Shinjuku - Difficile
- Inseguimento Odeo - Facile(Da Punto a Punto)
- Edificio Triangolare - Facile(Da Punto a Punto)
- Tour di Shinjuku - Medio (Da Punto a Punto)
- Curve Folli - Difficile (Da Punto a Punto)

### Las Vegas
- Grande mela- Facile
- Flamingo - Facile
- Anello Bucaniere - Facile
- Tour di Tropicana - Facile
- Curve a Spring Mtn. - Medio
- Anello South Strip - Medio
- Las Vegas Boulevard- Difficile
- Boulevard - Difficile
- Corsa Breve - Facile(Da Punto a Punto)
- Las Vegas Nord - Facile(Da Punto a Punto)
- Las Vegas Sud - Medio (Da Punto a Punto)
- La Grande Corsa - Difficile (Da Punto a Punto)

### New York
- Worth & Walker St. - Facile
- Corsa di Broadway - Facile
- Parco del Municipio - Facile
- La Periferia - Facile
- Park Row - Medio
- Ponte di Brooklyn - Medio
- Tour del Ponte - Difficile
- Dal Parco a Tillary - Difficile
- Centro & Broadway - Facile(Da Punto a Punto)
- Anello Foley Square - Facile(Da Punto a Punto)
- Curve di White St. - Difficile (Da Punto a Punto)
- Angolo di Chapel St. - Difficile (Da Punto a Punto)

### Londra
- Per sua Maestà - Facile
- La Voliera - Facile
- Corsa sull'argine - Facile
- Whitehall - Facile
- Il Bulldog - Medio
- Città Vecchia - Medio
- Tour Westminster - Difficile
- Tour di Trafalgar - Difficile
- Lungo il viale - Facile(Da Punto a Punto)
- Angolo di Thornbury - Facile(Da Punto a Punto)
- Città vecchia Est - Medio (Da Punto a Punto)
- Parco di St. James - Difficile (Da Punto a Punto)

### Nürburgring
- Metà Circuito F1 - Facile
- Circuito F1 Intero - Medio
- Nordschleife - Difficile
- Nordschleife Lunga - Difficile
- La Bestia - Difficile
- Schwedenkreuz - Facile(Da Punto a Punto)
- Wippermann - Facile(Da Punto a Punto)
- Fuchsröhre - Facile(Da Punto a Punto)
- Schwalbenschwanz - Facile(Da Punto a Punto)
- Klostertal - Medio (Da Punto a Punto)
- Metzgesfeld - Medio (Da Punto a Punto)
- Antoniousbuche - Difficile (Da Punto a Punto)
- Pflanzgarten - Difficile (Da Punto a Punto)

## Automobili
Di seguito l'elenco delle auto che è possibile guidare in PGR3, ogni auto è stata scelta in base alla capacità di superare le 170 Mph (oltre 270 km/h) da cui lo slogan del gioco "La vita comincia a 170". Le 80 auto sono tutte liberamente acquistabili, tranne 9 che devono essere sbloccate in base al punteggio kudos. Altre auto si possono ottenere scaricando le espansioni dal Xbox Live Marketplace.
Ariel
- Ariel Ltd Atom 300 Supercharged

Aston Martin
- Aston Martin DB9 Coupe
- Aston Martin DBR9 GT

Bentley
- Bentley Continental GT

Cadillac
- Cadillac Sixteen

Callaway Cars
- Callaway C12 Corvette
- Callaway C7
- Callaway Sledgehammer Corvette Twin Turbo

Chevrolet
- Chevrolet Corvette C6
- Chevrolet Corvette ZR-1

Dodge
- Dodge Viper GTS ACR
- Dodge Viper SRT-10 Carbon
- Dodge Viper SRT-10 Coupe

Elfin Sports Cars
- Elfin Sports Cars MS8

Farboud
- Farboud GTS

Ferrari
- Ferrari 360 Challenge Stradale
- Ferrari 575M Maranello
- Ferrari Enzo
- Ferrari 355 F1 GTS
- Ferrari F40
- Ferrari F430 Coupe
- Ferrari F50
- Ferrari F50 GT
- Ferrari GTO Evoluzione
- Ferrari Testarossa

Ford
- Ford GT
- Ford GT40 Mk-1
- Ford Mustang SVT Cobra R
- Shelby Cobra Concept
- Shelby Cobra GR-1 Concept
- GT90 Concept
- Supercar Concept
- Mustang GTR Concept

Honda
- Honda NSX GT2 Turbo (Street Version)

Jaguar
- Jaguar XJ220
- Jaguar XKR

Joss
- Joss Supercar Concept

Koenigsegg
- Koenigsegg CC8S
- Koenigsegg CCR

Lamborghini
- Lamborghini Countach 25th Anniversario Quattro Valvole
- Lamborghini Diablo GT
- Lamborghini Diablo VT 6.0 Special Edition
- Lamborghini Gallardo
- Lamborghini Miura P400 SV
- Lamborghini Murciélago 6.2
- Lamborghini Murciélago R-GT

Lotus
- Lotus Elise GT1
- Lotus Esprit

Maserati
- Maserati GranSport
- Maserati MC12

McLaren
- McLaren F1 LM
- McLaren Mercedes SLR

Mercedes-Benz
- Mercedes-Benz CLK-GTR

Nissan
- Nissan R390 GT1
- Nissan Skyline GT-R II V-Spec Nür
- GTR Concept

Noble
- Noble M14
- Noble M400

Pagani
- Pagani Zonda C12-S 7.3 Coupe

Palmer Sport
- Palmer Sport JP1

Panoz
- Panoz Esperante GT-LM
- Panoz GTR-1

Radical Sportcar
- Radical SR3 Turbo

Ruf
- RUF CTR (aka Yellow Bird)
- RUF CTR-2
- RUF R Turbo
- RUF RGT RS
- Supercar Concept

Saleen
- Saleen S281E
- Saleen S7

Shelby
- Shelby Cobra GT-500
- Shelby Mustang GT-500E

Spyker
- Spyker Cars C8 Double 12 S

Toyota
- Toyota GT-One

TVR
- TVR Cerbera Speed 12
- TVR Sagaris
- TVR Typhon

Ultima
- Ultima GTR

Volkswagen
- Volkswagen W12 Coupe (Nardo)

Wiesmann
- Wiesmann GT

## Demo
All'interno del videogioco era inclusa una demo del gioco Geometry Wars: Retro Evolved prodotto anch'esso dalla Bizzarre Creation.